# Otto de Vooght
Otto de Vooght (Delft, 20 juli 1632 (doop) – aldaar (begrafenis), 25 juli 1669) was een advocaat, vlootfiscaal en dichter.

## Biografie
De Vooght was een zoon van Carel de Vooght en Barta de Man. Hij werd geboren aan de Oude Delft, uit een Delfts geslacht van bestuurders. Zijn grootvader Leonardus de Voocht was advocaat en pensionaris van Delft.
Hij was een leerling van Jacobus Crucius. Hij werd jurist en was actief als vlootfiscaal, een functionaris die tucht en orde moest bevorderen op de vloot en bevoegd was als aanklager en eiser bij zeekrijgsraden.
Ook was hij een dichter van vooral gelegenheidsgedichten en -spelen. Hij schreef in het Nederlands en in het Latijn. In 1985 is nog een uitvoering gegeven in het Delftse Stadhuis van zijn spel “De Verliefde Jager” uit 1662. Het gaat over een jongeman, die met zijn vriend een bezoek aan diens vriendin brengt, en prompt verliefd wordt op het meisje. Of “De Verliefde Jager” rond 1660 ook werd opgevoerd is niet bekend. De protestante kerk vond zoiets geen bevordering van de goede zeden.
Otto de Vooght, die later ook zelf aan de Oude Delft woonde op de hoek bij de Breestraat, werd in 1665 door de Staten-Generaal aangesteld als vlootfiscaal. In deze functie maakte hij in 1667 de Tocht naar Chatham mee. Hij schreef er een gedetailleerd en levendig ooggetuigenverslag over, dat nog hetzelfde jaar in druk werd uitgebracht door de Delftse boekhandelaar Gerrit de Iager.
- Virtual International Authority File: 45104785